# Liste deutscher Großer Torpedoboote (1898–1919)
Seit 1881 beschäftigte man sich im Deutschen Kaiserreich mit dem Entwurf von Torpedobooten. Nach dem Bau der ersten Prototypen, einem Vergleich konkurrierender Werft-Entwürfe und dem Feststellen taktischer und strategischer Zielsetzungen konnte 1884 bei der Schichau-Werft in Elbing die erste Serie Kleiner Torpedoboote in Auftrag gegeben werden. Die Kaiserliche Marine stellte bis 1898 insgesamt 89 konstruktiv aufeinander aufbauende Boote kontinuierlich verbesserter Entwürfe in Dienst. Ab dem Jahr 1895 stellte sich den Verantwortlichen in der Torpedo-Inspektion die Frage, ob die bisher gebauten Boote mit der internationalen Entwicklung, und hier insbesondere den in Großbritannien aufkommenden Zerstörern bzw. den französischen Hochsee-Torpedobooten, Schritt halten konnten. Im Jahr 1898 einigte man sich schließlich darauf, dass die neuen Boote wesentlich seefähiger sein und eine größere Seeausdauer bei einer verstärkten Bewaffnung besitzen sollten. Mit der Serie ab S 90 baute die Kaiserliche Marine sogenannte Große Torpedoboote. Diese Liste enthält alle Großen Torpedoboote der Kaiserlichen Marine die in Auftrag gegeben worden sind, bzw. die Boote, die bis zum Ende des Ersten Weltkrieges bzw. dem Beginn der Weimarer Republik in Dienst kamen.

## Liste Großer Torpedoboote S90–G197 (1899–1911)
Beim Verbleib der Boote wird zwischen folgenden Fällen unterschieden:
| † | durch Feindeinwirkung zerstört                                                         |
| ? | im Einsatz vermisst                                                                    |
| § | vom Feind aufgebracht, gekapert oder erbeutet                                          |
| × | Unfall oder selbst versenkt                                                            |
| A | Außerdienststellung (verschrottet, abgewrackt oder einer anderen Verwendung zugeführt) |

Die Buchstaben in den Bootsbezeichnungen standen für die jeweilige Bauwerft.
| B  | Blohm & Voss                    |
| H  | Howaldtswerke                   |
| G  | Germaniawerft                   |
| S  | Schichau-Werke                  |
| V  | AG Vulcan                       |
| Ww | Kaiserliche Werft Wilhelmshaven |

Die Übernahme des Boots in die Reichsmarine ist mit „RM“ abgekürzt.

### Großes Torpedoboot 1898 (S 90–G 137)
| Schiff | Stapellauf | in Dienst  | außer Dienst | Bemerkung | Bild |
| ------ | ---------- | ---------- | ------------ | --- | ---- |
| S 90   | 26.07.1899 | 24.10.1899 | × 17.10.1914 | Das Boot wurde am 17. Oktober 1914 35 Seemeilen südwestlich von Tsingtau auf den Strand gesetzt. |      |
| S 91   | 25.09.1899 | 24.04.1900 | A 22.03.1921 | seit 4. September 1914 T 91, Übernahme in die Reichsmarine, nach Streichung 1921 verkauft und in Düsseldorf abgewrackt |      |
| S 92   | 15.05.1900 | 27.06.1900 | A 22.03.1921 | seit 4. September 1914 T 92, RM, 1921 verkauft und in Düsseldorf abgewrackt |      |
| S 93   | 24.03.1900 | 14.07.1900 | A 22.03.1921 | seit 4. September 1914 T 93, RM, 1921 verkauft und in Düsseldorf abgewrackt |      |
| S 94   | 23.04.1900 | 27.07.1900 | A 26.10.1920 | seit 4. September 1914 T 94, RM, am 13. März 1920 beim Kapp-Putsch in Wilhelmshaven versenkt, gehoben, 1921 verkauft und abgewrackt |      |
| S 95   | 20.02.1900 | 29.08.1900 | A 22.03.1921 | seit 4. September 1914 T 95, RM, 1921 verkauft und in Kiel abgewrackt |      |
| S 96   | 31.01.1900 | 27.09.1900 | A 22.03.1921 | seit 4. September 1914 T 96, RM, 1921 verkauft und in Düsseldorf abgewrackt |      |
| S 97   | 16.12.1899 | 28.05.1900 | A 22.03.1921 | ab 28. Mai 1900 Depeschenboot Sleipner zur Verfügung der kaiserl. Yacht; ab 4. September 1914 T 97, RM, 1921 verkauft und in Düsseldorf abgewrackt |      |
| S 98   | 28.07.1900 | 4.11.1900  | A 1921       | seit 4. September 1914 T 98, RM, 1921 verkauft |      |
| S 99   | 4.09.1900  | 13.12.1900 | A 22.03.1921 | seit 4. September 1914 T 99, RM, 1921 verkauft und in Düsseldorf abgewrackt |      |
| S 100  | 13.11.1900 | 18.04.1901 | × 15.10.1915 | seit 4. September 1914 T 100. Das Schulboot kollidierte am 15. Oktober 1915 mit dem Hilfsminenschiff Preußen unter Verlust von 39 Mann. Das Wrack auf 54° 30′ N, 13° 43′ O wurde 1925/26 gesprengt.                                                                  |      |
| S 101  | 22.12.1900 | 30.04.1901 | A 22.03.1921 | seit 4. September 1914 T 101, RM, 1921 verkauft und in Kiel abgewrackt |      |
| S 102  | 18.04.1901 | 18.07.1901 | A 22.03.1921 | seit 4. September 1914 T 102, RM, 1921 verkauft und in Kiel abgewrackt |      |
| S 103  | 15.05.1901 | 17.09.1901 | A 22.03.1921 | seit 4. September 1914 T 103, RM, 1921 verkauft und in Düsseldorf abgewrackt |      |
| S 104  | 22.06.1901 | 7.10.1901  | A 22.03.1921 | seit 4. September 1914 T 104, RM, 1921 verkauft und in Düsseldorf abgewrackt |      |
| S 105  | 7.08.1901  | 17.11.1901 | A 22.03.1921 | seit 4. September 1914 T 105, RM, 1921 verkauft und in Düsseldorf abgewrackt |      |
| S 106  | 7.09.1901  | 9.12.1901  | A 22.03.1921 | seit 4. September 1914 T 106, RM, 1921 verkauft und in Düsseldorf abgewrackt |      |
| S 107  | 17.10.1901 | 27.01.1902 | A 22.03.1921 | seit 4. September 1914 T 107, RM, 1921 verkauft und in Kiel abgewrackt |      |
| G 108  | 7.09.1901  | 26.03.1902 | A 22.03.1921 | seit 4. September 1914 T 108, RM, 1921 verkauft und in Hamburg abgewrackt |      |
| G 109  | 9.11.1901  | 19.06.1902 | A 22.03.1921 | seit 4. September 1914 T 109, RM, 1921 verkauft und in Kiel abgewrackt |      |
| G 110  | 9.09.1902  | 21.01.1903 | A 22.03.1921 | seit 4. September 1914 T 110, RM, 1921 verkauft und in Hamburg abgewrackt |      |
| G 111  | 2.04.1902  | 21.07.1902 | A 22.03.1920 | seit 4. September 1914 T 111, RM, 1921 verkauft und in Kiel abgewrackt |      |
| G 112  | 19.06.1902 | 6.09.1902  | A 22.03.1920 | seit 4. September 1914 T 111, RM, 1921 verkauft und in Kiel abgewrackt |      |
| G 113  | 9.07.1902  | 16.10.1902 | A 22.03.1921 | seit 4. September 1914 T 113, RM, 1921 verkauft und in Wilhelmshaven abgewrackt |      |
| S 114  | 9.08.1902  | 25.10.1902 | A 9.11.1920  | seit 27. September T 114, RM, 1921 verkauft und in Kiel abgewrackt |      |
| S 115  | 10.09.1902 | 22.02.1903 | † 17.10.1914 | Versenkt in der Nordsee vor Texel durch Artilleriefeuer des britischen kleinen Kreuzers Undaunted und vier britischen Zerstörern 52° 48′ N, 3° 49′ O unter Verlust von 55 Mann                                                                                       |      |
| S 116  | 14.10.1902 | 28.03.1903 | † 6.10.1914  | Versenkt in der Nordsee durch Torpedo des brit. U-Boots E9 53° 42′ N, 6° 9′ O unter Verlust von 9 Mann |      |
| S 117  | 4.02.1903  | 21.05.1903 | † 17.10.1914 | Versenkt durch HMS Undaunted und 4 brit. Zerstörer 52° 48′ N, 3° 53′ O unter Verlust von 64 Mann |      |
| S 118  | 21.03.1903 | 9.07.1903  | † 17.10.1914 | Versenkt durch HMS Undaunted und 4 brit. Zerstörer 52° 50′ N, 3° 49′ O unter Verlust von 52 Mann |      |
| S 119  | 8.07.1903  | 6.09.1903  | † 17.10.1914 | Versenkt durch HMS Undaunted und 4 brit. Zerstörer 52° 50′ N, 3° 53′ O unter Verlust von 47 Mann |      |
| S 120  | 10.02.1904 | 7.05.1904  | A 22.03.1921 | seit 27. September 1916 T 120, RM, 1921 verkauft und in Wilhelmshaven abgewrackt |      |
| S 121  | 3.03.1904  | 17.06.1904 | A 22.03.1920 | seit 27. September 1916 T 121, RM, 1921 verkauft und in Kiel abgewrackt |      |
| S 122  | 23.04.1904 | 5.08.1904  | † 5.10.1918  | Das Boot lief am 5. Oktober 1918 in der Nordsee 54° 40′ N, 5° 57′ O auf eine Mine und sank unter Verlust von 12 Mann. |      |
| S 123  | 25.06.1904 | 23.08.1904 | † 1.05.1916  | Das Boot lief am 8. Mai 1916 in der Nordsee 55° 4′ N, 8° 23′ O auf eine Mine und sank unter Verlust von 23 Mann. |      |
| S 124  | 3.08.1904  | 8.10.1904  | x 30.11.1914 | Das Boot sank am 30. November 1914 in der Ostsee nach Kollision mit dem dänischen Dampfer Anglodane, ein Mann verlor sein Leben. Das Wrack wurde gehoben und 1915 in Kiel abgewrackt.                                                                                |      |
| S 125  | 19.05.1904 | 4.04.1905  | A 26.10.1920 | seit 27. September 1916 T 125, RM, 1921 verkauft und in Hamburg-Moorburg abgewrackt |      |
| S 126  | 26.11.1904 | 30.04.1905 | A 22.03.1920 | Das Boot zerbrach am 17. November 1905 nach Kollision mit der Undine in zwei Teile, 33 Mann verloren ihr Leben. Das Wrack wurde 1906 gehoben, repariert und 1908 wieder in Dienst gestellt, seit 27. September 1916 T 126, RM, 1921 verkauft und in Kiel abgewrackt. |      |
| S 127  | 12.01.1905 | 7.06.1905  | A 22.03.1921 | seit 27. September 1916 T 120, RM, 1921 verkauft und in Wilhelmshaven abgewrackt |      |
| S 128  | 25.02.1905 | 8.07.1905  | A 22.03.1920 | seit 27. September 1916 T 128, RM, 1921 verkauft und in Kiel abgewrackt |      |
| S 129  | 4.03.1905  | 10.08.1905 | × 5.11.1915  | Das Boot ist am 5. November 1915 in der Nordsee 53° 59′ N, 8° 21′ O nach Grundberührung gesunken – keine Verluste von Menschenleben. |      |
| S 130  | 27.04.1905 | 17.09.1905 | A 22.03.1921 | seit 27. September 1916 T 130, RM, 1921 verkauft und in Wilhelmshaven abgewrackt |      |
| S 131  | 25.05.1905 | 6.10.1905  | A 22.03.1921 | seit 27. September 1916 T 131, RM, 1921 verkauft und in Wilhelmshaven abgewrackt |      |
| G 132  | 12.05.1906 | 22.08.1906 | A 22.03.1921 | seit 27. September 1916 T 132, RM, 1921 verkauft und in Wilhelmshaven abgewrackt |      |
| G 133  | 30.06.1906 | 10.12.1906 | A 22.03.1921 | seit 27. September 1916 T 133, RM, 1921 verkauft und in Wilhelmshaven abgewrackt |      |
| G 134  | 23.07.1906 | 6.03.1907  | A 9.11.1920  | seit 27. September 1916 T 134, RM, 1921 verkauft und in Hamburg abgewrackt |      |
| G 135  | 7.09.1906  | 24.01.1906 | A 25.05.1921 | seit 27. September 1916 T 135, RM, 1921 verkauft und in Wilhelmshaven abgewrackt |      |
| G 136  | 25.08.1906 | 16.03.1907 | A 21.07.1921 | seit 27. September 1916 T 136, RM, 1921 verkauft und in Wilhelmshaven abgewrackt |      |
| G 137  | 24.01.1907 | 24.07.1907 | A 22.03.1921 | seit 27. September 1916 T 137, RM, 1921 verkauft und in Wilhelmshaven abgewrackt |      |

### Großes Torpedoboot 1906 (S138–G197)
Die Übernahme des Boots in Reichs- bzw. Kriegsmarine ist mit „RM“ oder „KM“ abgekürzt.
| Schiff     | Stapellauf | in Dienst  | außer Dienst                | Bemerkung | Bild |
| ---------- | ---------- | ---------- | --------------------------- | --- | ---- |
| S 138      | 22.09.1906 | 7.05.1907  | † 7.07.1918                 | Am 24. September 1917 umbenannt in T 138. Das Boot lief am 7. Juli 1918 um 01.06 Uhr in der Nordsee 54° 26′ N, 4° 32′ O auf eine Mine und sank unter Verlust von 32 Mann. |      |
| S 139      | 12.11.1906 | 6.07.1907  | A 3.08.1927                 | 24. September 1917: T 139. RM; 1927: Umbau zum Zielschlepper und Fernlenkboot Pfeil; 1937 Umbau zum Torpedofangboot, 1944 noch im Einsatz – der Verbleib ist unbekannt. |      |
| S 140      | 22.12.1906 | 3.08.1907  | A 22.03.1921                | 24. September 1917: T 140. RM, 1921 zum Abbruch verkauft. |      |
| S 141      | 7.02.1907  | 9.09.1907  | A 3.08.1927                 | 24. September 1917: T 141. RM; 1927: Umbau zum Zielschlepper und Fernlenkboot Blitz; 1933 zum Abbruch verkauft. |      |
| S 142      | 6.03.1907  | 20.09.1907 | A 2.12.1920                 | 24. September 1917: T 142. Schul- und Geleitboot; RM, 1921 zum Abbruch verkauft. |      |
| S 143      | 6.04.1907  | 12.10.1907 | A 10.05.1927                | Das Boot sank am 4. August 1914 um 17 Uhr in der Ostsee auf 54° 26′ N, 4° 32′ O nach einer Kesselexplosion und unter Verlust von 24 Mann. Gehoben und repariert; 24. September 1917: T 143. RM, 1930 zum Abbruch verkauft. Auf dem Nordfriedhof Kiel steht ein Ehrenmal für S 143. |      |
| S 144      | 27.04.1907 | 3.12.1907  | A 8.10.1928                 | 24. September 1917: T 144. 1918 Tender; RM; 1929 zum Abbruch verkauft. |      |
| S 145      | 8.06.1907  | 17.12.1907 | A 22.03.1921                | 24. September 1917: T 145. RM; 1921 zum Abbruch verkauft. |      |
| S 146      | 27.06.1907 | 20.11.1907 | A 8.10.1928                 | 24. September 1917: T 146. Schulboot; RM; 1929 zum Abbruch verkauft. |      |
| S 147      | 3.08.1907  | 10.04.1908 | A 2.12.1920                 | 24. September 1917: T 147. Geleitboot; RM; 1921 zum Abbruch verkauft. |      |
| S 148      | 11.09.1907 | 18.03.1908 | A 8.10.1928                 | 24. September 1917: T 148. 1935 in Wilhelmshaven abgewrackt. |      |
| S 149      | 19.10.1907 | 27.07.1908 | A 16.05.1927                | Seit 24. September 1917 T 149. RM, abgewrackt. |      |
| V 150      | 1.08.1907  | 20.11.1907 | x 18.05.1915                | Das Boot sank am 18. Mai 1915 um 00.20 Uhr auf der Jade auf 54° 24′ N, 7° 45′ O nach einer Kollision mit V 157 unter Verlust von 60 Mann. |      |
| V 151      | 14.09.1907 | 29.02.1908 | § US-Beute 1946             | 24. September 1917: T 151. RM und KM. 1937 Zielschlepper Comet; 1939 Torpedofangboot; 1945 Deutscher Minenräumdienst. 4. Januar 1946 US-Beute, 1948 in Bremen abgewrackt. |      |
| V 152      | 11.10.1907 | 10.04.1908 | A 31.03.1931                | 24. September 1917: T 152. RM; 1935 abgewrackt. |      |
| V 153      | 13.11.1907 | 9.05.1908  | § US-Beute 1945             | 24. September 1917: T 153. RM und KM. 1938 E-Meßschulboot Eduard Jungmann; 22. Dezember 1945 US-Beute; Deutscher Minenräumdienst: Bojenboot bis 1947; 1949 abgewrackt. |      |
| V 154      | 19.12.1907 | 5.06.1908  | A 8.10.1928                 | 24. September 1917: T 154. RM, 1935 abgewrackt. |      |
| V 155      | 28.01.1908 | 25.06.1908 | × 22.04.1945                | 24. September 1917: T 155. RM und KM; 1936 Tender und Torpedofangboot. Das Boot wurde am 22. April 1945 in Swinemünde auf 53° 56′ N, 14° 17′ O versenkt; später abgewrackt. |      |
| V 156      | 29.02.1908 | 21.07.1908 | × 3.05.1945                 | Schulboot; 24. September 1917: T 156. RM und KM; 1936 TF-Boot; 1944: Bremse, in Norwegen. Das Boot wurde am 3. Mai 1945 in Kiel versenkt; später abgewrackt. |      |
| V 157      | 29.05.1908 | 27.08.1908 | † 22.10.1943                | 24. September 1917: T 157. RM und KM; 1936 TF-Boot. Das Boot lief am 22. Oktober 1943 um 17.25 Uhr vor Weichselmünde auf 54° 24′ N, 18° 53′ O auf eine Mine und sank ohne Verluste. Gehoben (?) und abgewrackt.                                                                    |      |
| V 158      | 23.06.1908 | 8.10.1908  | § sowjetische Beute 1946    | 24. September 1917: T 158. RM und KM; 1936 TF-Boot. Am 15. Januar 1946 ausgeliefert, umbenannt in Prozorlivyj, um 1950 abgewrackt. |      |
| V 159      | 18.07.1908 | 2.11.1908  | § britische Beute 1920      | Seit 24. September 1917 T 159. RM; am 20. August 1920 ausgeliefert und 1922 in Granton abgewrackt. |      |
| V 160      | 12.09.1908 | 15.12.1908 | § britische Beute 1920      | Seit 24. September 1917 T 160. RM; am 20. August 1920 ausgeliefert und 1922 in Granton abgewrackt. |      |
| V 161      | 21.04.1908 | 17.09.1908 | § britische Beute 1920      | Seit 24. September 1917 T 161. RM; am 3. September 1920 ausgeliefert und 1922 in Bo’ness abgewrackt. |      |
| V 162      | 9.05.1909  | 28.05.1909 | † 15.08.1916                | Küstenschutz. Das Boot lief am 15. August 1916 um 22.30 Uhr in der Ostsee auf 57° 35′ N, 21° 35′ O auf eine Mine und sank unter Verlust von 15 Mann. |      |
| V 163      | 24.05.1909 | 22.07.1909 | § britische Beute 1920      | Schulboot. Seit 24. September 1917 T 163. RM, am 3. September 1920 ausgeliefert und 1921 in Dordrecht abgewrackt. |      |
| V 164      | 27.05.1909 | 20.08.1909 | § britische Beute 1920      | Seit 24. September 1917 T 164. RM, am 5. August 1920 ausgeliefert und 1922 in Bo’ness abgewrackt. |      |
| S 165 (I)  | 20.03.1909 | -          | A 1910                      | Das Boot wurde 1910 an die Türkei abgegeben: türk. Zerstörer Muavenet-i Milliye, nach 1918 aufgelegt und 1953 abgewrackt. |      |
| S 166 (I)  | 24.04.1909 | -          | A 1910                      | 1910 türk. Zerstörer Yadigar-i Millet, am 10. Juli 1917 durch brit. Bombenangriff im Bosporus versenkt; 29 Seeleute starben. Gehoben, nach 1918 aufliegend gesunken und 1924 abgebrochen.                                                                                          |      |
| S 167 (I)  | 3.07.1909  | -          | A 1910                      | 1910 türk. Zerstörer Numune-i Hamiyet, 1919 aufgelegt und nach 1923 abgebrochen. |      |
| S 168 (I)  | 30.09.1909 | -          | A 1910                      | 1910 türk. Zerstörer Gayret-i Vataniye. Der Zerstörer ist am 28. Oktober 1916 vor Balchik im Schwarzen Meer auf einen Felsen gelaufen und wurde aufgegeben. |      |
| S 165 (II) | 26.11.1910 | 27.04.1911 | § britische Beute 1920      | Ersatzbau mit gleichen Abmessungen, Nummer erneut vergeben. Seit 24. September 1917 T 165. Am 15. September 1920 ausgeliefert und 1922 in Montrose abgewrackt. |      |
| S 166 (II) | 27.12.1910 | 7.07.1911  | § britische Beute 1920      | Ersatzbau mit gleichen Abmessungen, Nummer erneut vergeben. Seit 24. September 1917 T 166. Am 5. August 1920 ausgeliefert und 1922 in Dordrecht abgewrackt. |      |
| S 167 (II) | 15.02.1911 | 26.08.1911 | A 22.03.1921                | Ersatzbau mit gleichen Abmessungen, Nummer erneut vergeben. Seit 24. September 1917 T 167. Das Boot wurde in die Reichsmarine übernommen und 1921 für 250 000 Mark zum Abbruch nach Kiel verkauft.                                                                                 |      |
| S 168 (II) | 16.03.1911 | 1.07.1911  | A 8.01.1927                 | Ersatzbau mit gleichen Abmessungen, Nummer erneut vergeben. Seit 24. September 1917 T 168. Das Boot wurde in die Reichsmarine übernommen, 1927 aus der Flottenliste gestrichen und für 63 000 Mark zum Abbruch nach Hamburg verkauft.                                              |      |
| G 169      | 29.12.1908 | 29.04.1909 | § britische Beute 1920      | Seit 24. September 1917 T 169. Am 5. August 1920 ausgeliefert und 1922 in Dordrecht abgewrackt. |      |
| G 170      | 7.11.1909  | 30.04.1909 | A 22. März 1921             | Seit 24. September 1917 T 170. Das Boot wurde in die Reichsmarine übernommen und 1921 zum Abbruch nach Wilhelmshaven verkauft. |      |
| G 171      | 28.05.1909 | 4.01.1910  | x 14.09.1912                | Das Boot sank am 14. September 1912 nach Kollision mit der Zähringen, 7 Mann verloren ihr Leben. Das Wrack auf 54° 10′ N, 8° 5′ O wurde 1912 gesprengt. |      |
| G 172      | 10.07.1909 | 4.01.1910  | † 7.07.1918                 | Seit 24. September 1917 T 172. Das Boot lief am 7. Juli 1918 um 04 Uhr 28 in der Nordsee 54° 26′ N, 4° 35′ O auf eine Mine und sank unter Verlust von 16 Mann. |      |
| G 173      | 28.07.1909 | 24.01.1910 | § britische Beute 1920      | Seit 24. September 1917 T 173. Am 3. September 1920 ausgeliefert und 1922 in Montrose abgewrackt. |      |
| G 174      | 8.01.1910  | 6.07.1910  | § britische Beute 1920      | Seit 22. Februar 1918 T 174. Am 5. August 1920 ausgeliefert und 1922 in Granton abgewrackt. |      |
| G 175      | 24.02.1910 | 4.12.1910  | A 23.09.1926                | Das Boot wurde 1912 für zwei Monate in Depeschenboot Sleipner umbenannt. Seit 24. September 1917 T 175. Das Boot wurde in die Reichsmarine übernommen, 1926 gestrichen und für 63 000 Mark zum Abbruch nach Hamburg verkauft.                                                      |      |
| S 176      | 12.04.1910 | 23.09.1910 | § britische Beute 1920      | Seit 22. Februar 1918 T 176. Am 15. September 1920 ausgeliefert und 1922 in Montrose abgewrackt. |      |
| S 177      | 21.05.1910 | 16.02.1911 | † 23.12.1915                | Das Boot lief am 23. Dezember 1915 um 09 Uhr 46 in der Ostsee 57° 30′ N, 21° 27′ O auf eine Mine und sank unter Verlust von 7 Mann. |      |
| S 178      | 14.07.1910 | 9.12.1910  | § britische Beute 1920      | Das Boot sank am 4. März 1913 nach Kollision mit dem Großen Kreuzer Yorck, 69 Mann verloren ihr Leben. Das Wrack wurde in zwei Teilen gehoben und bis 1915 wieder repariert. Seit 22. Februar 1918 T 178. Am 5. August 1920 ausgeliefert und 1922 in Dordrecht abgewrackt.         |      |
| S 179      | 27.08.1910 | 8.03.1911  | § britische Beute 1920      | Seit 22. Februar 1918 T 179. Am 5. August 1920 ausgeliefert und 1921 in Dordrecht abgewrackt. |      |
| V 180      | 15.10.1909 | 4.01.1910  | § brasilianische Beute 1920 | Seit 22. Februar 1918 T 180. Am 5. August 1920 ausgeliefert, verkauft und 1921 in Dordrecht abgewrackt. |      |
| V 181      | 6.11.1909  | 11.03.1910 | § japanische Beute 1920     | Seit 22. Februar 1918 T 181. Am 20. August 1920 ausgeliefert, verkauft und 1922 in Dordrecht abgewrackt. |      |
| V 182      | 1.12.1909  | 4.05.1910  | § britische Beute 1920      | Seit 22. Februar 1918 T 182. Am 5. August 1920 ausgeliefert und 1922 in Dordrecht abgewrackt. |      |
| V 183      | 23.12.1909 | 12.05.1910 | § britische Beute 1920      | Seit 22. Februar 1918 T 183. Am 5. August 1920 ausgeliefert und 1922 in Dordrecht abgewrackt. |      |
| V 184      | 26.02.1910 | 29.06.1910 | § britische Beute 1920      | Seit 22. Februar 1918 T 184. Am 5. August 1920 ausgeliefert und 1922 in Dordrecht abgewrackt. |      |
| V 185      | 9.04.1910  | 20.09.1910 | § sowjetische Beute 1945    | Seit 22. Februar 1918 T 185. In die Reichsmarine übernommen, am 4. Oktober 1932 gestrichen. Zum Fernlenkboot und Zielschlepper umgebaut. 1945 sowjet. Beute Vystrel’. |      |
| V 186      | 28.11.1910 | 21.04.1911 | § britische Beute 1920      | Seit 22. Februar 1918 T 186. Am 5. August 1920 ausgeliefert und 1922 in Dordrecht abgewrackt. |      |
| V 187      | 11.01.1911 | 4.05.1911  | † 28.08.1914                | Führerboot der Torpedoboote; versenkt am 28. August 1914 um 10 Uhr in der Nordsee durch Artilleriefeuer brit. Kreuzer und Zerstörer 52° 8′ N, 7° 31′ O unter Verlust von 24 Mann.                                                                                                  |      |
| V 188      | 8.02.1911  | 20.05.1911 | †26.07.1915                 | Versenkt am 26. Juli 1915 um 14 Uhr in der Nordsee durch Torpedo des brit. U-Boots HMS E-16 54° 16′ N, 5° 35′ O unter Verlust von 5 Mann |      |
| V 189      | 14.03.1911 | 30.06.1911 | § britische Beute 1920      | Seit 22. Februar 1918 T 189. Am 28. April 1920 in Cherbourg ausgeliefert, im Dezember an der engl. Südküste gestrandet und 1922 in Chatham abgewrackt. |      |
| V 190      | 12.04.1911 | 5.08.1911  | § US Beute 1945             | Seit 22. Februar 1918 T 190. Das Boot wurde in Reichs- und Kriegsmarine übernommen; seit 29. August 1938 Versuchsboot Claus von Bevern. 1945 Beuteboot der USA, 1946 im Skagerrak versenkt.                                                                                        |      |
| V 191      | 2.06.1911  | 28.09.1911 | † 17.12.1915                | Das Boot lief am 17. Dezember 1915 um 17 Uhr 45 in der Ostsee 57° 30′ N, 21° 34′ O auf eine Mine und sank unter Verlust von 25 Mann. |      |
| G 192      | 5.11.1910  | 8.05.1911  | § britische Beute 1920      | Seit 22. Februar 1918 T 192. Am 28. April 1920 in Cherbourg ausgeliefert und 1922 in Chatham abgewrackt. |      |
| G 193      | 10.12.1910 | 25.06.1911 | § britische Beute 1920      | Seit 22. Februar 1918 T 193. Am 28. April 1920 in Cherbourg ausgeliefert und 1922 in Chatham abgewrackt. |      |
| G 194      | 12.01.1911 | 2.08.1911  | †26.03.1916                 | Versenkt am 26. März 1916 in der Nordsee durch Rammstoß des brit. Leichten Kreuzers HMS Cleopatra 55° 33′ N, 6° 5′ O unter Verlust von 93 Mann. |      |
| G 195      | 8.04.1911  | 8.09.1911  | § britische Beute 1920      | Seit 22. Februar 1918 T 195. Am 28. April 1920 in Cherbourg ausgeliefert und 1922 in Chatham abgewrackt. |      |
| G 196      | 24.05.1911 | 2.10.1911  | § sowjetische Beute 1945    | Seit 22. Februar 1918 T 196. Das Boot wurde in Reichs- und Kriegsmarine übernommen, Schulboot; seit 1938 Führerboot der Minensucher. 27. Dezember 1945 sowjetisches Beuteboot Pronzitelnyj, später abgewrackt.                                                                     |      |
| G 197      | 23.06.1911 | 10.11.1911 | § britische Beute 1920      | Seit 22. Februar 1918 T 197. Am 28. April 1920 in Cherbourg ausgeliefert und 1921 in Briton Ferry (Wales) abgewrackt. |      |

## Liste Großer Torpedoboote V1–H147 (1911–1919)
Die Buchstaben in den Bootsbezeichnungen standen für die jeweilige Bauwerft.
| B  | Blohm & Voss                    |
| G  | Germaniawerft                   |
| H  | Howaldtswerke                   |
| S  | Schichau-Werke                  |
| V  | AG Vulcan                       |
| Ww | Kaiserliche Werft Wilhelmshaven |

Die Boote sind nicht numerisch aufgeführt, sondern den verschiedenen Serien bzw. Amtsentwürfen zugeordnet.

### Großes Torpedoboot 1911 (V 1–S 24)
| Schiff   | Stapellauf  | in Dienst  | außer Dienst                   | Bemerkung | Bild |
| -------- | ----------- | ---------- | ------------------------------ | --- | ---- |
| V 1      | 11.09.1911  | 12.01.1912 | A 27.03.1929                   | Das Boot wurde in die Reichsmarine übernommen, 1929 aus der Flottenliste gestrichen und in Wilhelmshaven abgewrackt |      |
| V 2      | 14.10.1911  | 28.03.1912 | A 18.11.1929                   | Das Boot wurde in die Reichsmarine übernommen, 1929 aus der Flottenliste gestrichen und in Wilhelmshaven abgewrackt |      |
| V 3      | 15.11.1911  | 2.05.1912  | A 18.11.1929                   | Das Boot wurde in die Reichsmarine übernommen, 1929 aus der Flottenliste gestrichen und in Wilhelmshaven abgewrackt |      |
| V 4      | 23.12.1911  | 15.06.1912 | † 1.06.1916                    | Das Boot lief in der Skagerrakschlacht am 1. Juni 1916 um 03.20 Uhr auf 55° 36′ N, 6° 37′ O auf einen treibenden Torpedo und sank unter Verlust von 18 Mann                                                                       |      |
| V 5 (I)  | 29.02.1912  | -          | A 07.1912                      | Das Boot wurde zum Verkauf an Griechenland freigegeben: griech. Zerstörer Nea-Genea, 1919 gestrichen, bis 1927 abgewrackt. |      |
| V 6 (I)  | 22.05.1912  | -          | A07.1912                       | Das Boot wurde zum Verkauf an Griechenland freigegeben: griech. Zerstörer Keravnos, 1919 gestrichen, bis 1927 abgewrackt. |      |
| V 5 (II) | 25.04.1913  | 17.07.1913 | A 27.03.1929                   | Ersatzbau, Nummer erneut vergeben. Das Boot wurde in die Reichsmarine übernommen, 1929 aus der Flottenliste gestrichen und in Wilhelmshaven abgewrackt                                                                            |      |
| V 6 (II) | 28.02.1913; | 17.05.1913 | A 27.03.1929                   | Ersatzbau, Nummer erneut vergeben. Das Boot wurde in die Reichsmarine übernommen, 1929 aus der Flottenliste gestrichen und in Wilhelmshaven abgewrackt                                                                            |      |
| G 7      | 7.11.1911   | 30.04.1912 | § sowjetische Beute 1945       | Das Boot wurde in die Reichsmarine übernommen, 1936 Schulboot, am 23. April 1939 in T 107 umbenannt, 1945 sowjetisches Beuteboot Poražajuščij, später Hulk und 1957 abgewrackt                                                    |      |
| G 8      | 21.12.1911  | 6.08.1912  | § britische Beute 1945         | Das Boot wurde in die Reichsmarine übernommen, 1936 Schulboot, am 23. April 1939 in T 108 umbenannt, 6. Januar 1946 britische Beute und 1946 abgewrackt                                                                           |      |
| G 9      | 31.01.1912  | 25.09.1912 | † 3.05.1918                    | Das Boot lief am 3. Mai 1918 um 04.15 Uhr auf 55° 14′ N, 6° 19′ O auf eine Mine und sank unter Verlust von 31 Mann |      |
| G 10     | 15.03.1912  | 28.08.1912 | † 5.05.1945                    | Das Boot wurde in die Reichsmarine übernommen, 1936 Schulboot, am 23. April 1939 in T 110 umbenannt und am 5. Mai 1945 auf der Trave in Lübeck versenkt                                                                           |      |
| G 11     | 23.04.1912  | 8.08.1912  | † 3.04.1945                    | Das Boot wurde in die Reichsmarine übernommen, 1936 Schulboot, am 23. April 1939 in T 111 umbenannt und am 3. April 1945 im Scheerhafen in Kiel durch Fliegerbomben versenkt                                                      |      |
| G 12     | 15.07.1912  | 17.10.1912 | × 8.09.1915                    | Das Boot kollidierte am 8. September 1915 um 06.00 Uhr auf 55° 25′ N, 7° 28′ O mit V 1, sank dabei nach Torpedoeigenexplosion unter Verlust von 47 Mann                                                                           |      |
| S 13     | 7.12.1911   | 2.07.1912  | × 6.11.1914                    | Das Boot sank am 6. November 1914 um 08.58 Uhr auf 54° 0′ N, 8° 22′ O durch Explosion eines eigenen Torpedos unter Verlust von 9 Mann                                                                                             |      |
| S 14     | 2.03.1912   | 1.11.1912  | † 19.02.1915                   | Das Boot sank am 19. Februar 1915 auf der Jade auf 53° 40′ N, 8° 5′ O durch Explosion im Achterschiff unter Verlust von 11 Mann, 1915 gehoben und in Wilhelmshaven abgewrackt                                                     |      |
| S 15     | 23.03.1912  | 1.11.1912  | A 20.09.1917                   | Das Boot lief am 21. August 1917 im Ärmelkanal auf 51° 15′ N, 2° 55′ O auf eine Mine, wurde schwer beschädigt und eingeschleppt, am 20. September 1917 außer Dienst gestellt und in Gent abgewrackt                               |      |
| S 16     | 20.04.1912  | 1.10.1912  | † 20.01.1918                   | Das Boot lief am 20. Januar 1918 um 18.15 Uhr auf 54° 41′ N, 2° 55′ O auf eine Mine und sank unter Verlust von 80 Mann |      |
| S 17     | 22.06.1912  | 7.12.1912  | † 16.05.1917                   | Das Boot lief am 16. Mai 1917 auf 53° 34′ N, 5° 56′ O auf eine Mine und sank unter Verlust von 25 Mann |      |
| S 18     | 10.08.1912  | 12.01.1913 | A 31.03.1931                   | Das Boot wurde in die Reichsmarine übernommen, kollidierte am 23. Mai 1922 mit dem Linienschiff Hannover vor Rügen, mit Verlust von 10 Mann, repariert, 1929 aus der Flottenliste gestrichen und 1935 in Wilhelmshaven abgewrackt |      |
| S 19     | 17.10.1912  | 29.03.1913 | A 31.03.1931                   | Das Boot wurde in die Reichsmarine übernommen, 1929 aus der Flottenliste gestrichen und 1935 in Kiel abgewrackt |      |
| S 20     | 4.12.1912   | 1.11.1913  | † 5.06.1917                    | Am 5. Juni 1917 um 05.15 Uhr im Ärmelkanal auf 51° 28′ N, 2° 48′ O durch britischen Kreuzer HMS Centaur unter Verlust von 49 Mann versenkt                                                                                        |      |
| S 21     | 11.01.1913  | 20.06.1913 | † 21.04.1915                   | Am 21. April 1915 auf 53° 47′ N, 8° 9′ O durch den Kleinen Kreuzer Hamburg gerammt und unter Verlust von 36 Mann gesunken |      |
| S 22     | 15.02.1913  | 23.07.1913 | † 26.03.1916                   | Das Boot lief am 26. März 1916 um 21.35 Uhr auf 53° 46′ N, 5° 4′ O auf eine Mine und sank unter Verlust von 76 Mann |      |
| S 23     | 29.03.1913  | 1.11.1913  | § mglw. sowjetische Beute 1945 | Das Boot wurde in die Reichsmarine übernommen, am 16. März 1932 in T 123 umbenannt, am 23. April 1939 in Komet umbenannt und umgebaut zum Fernlenkboot für das Zielschiff Hessen, der Verbleib ist unbekannt                      |      |
| S 24     | 28.06.1913  | 27.08.1913 | § britische Beute 19.11.1919   | Ausgeliefert am 28. April 1920 nach Cherbourg, britische Kriegsbeute, 1920 an der britischen Südküste gestrandet, dort später abgewrackt                                                                                          |      |

### Großes Torpedoboot 1913 (V 25–G 95)
| Schiff | Stapellauf | in Dienst  | außer Dienst                       | Bemerkung | Bild |
| ------ | ---------- | ---------- | ---------------------------------- | --- | ---- |
| V 25   | 29.01.1914 | 27.06.1914 | † 13.02.1915                       | Das Boot lief am 13. Februar 1915 um 04.00 Uhr auf 54° 22′ N, 7° 47′ O auf eine Mine und sank unter Verlust von 79 Mann |      |
| V 26   | 21.02.1914 | 1.08.1914  | § britische Kriegsbeute 14.06.1920 | Das Boot wurde am 13. Februar 1920 in Cherbourg ausgeliefert und 1922 in Portishead abgewrackt |      |
| V 27   | 26.03.1914 | 2.09.1914  | † 31.05.1916                       | Das Boot sank in der Skagerrakschlacht am 31. Mai 1916 um 17.40 Uhr auf 56° 24′ N, 5° 54′ O durch Artilleriefeuer britischer Kreuzer ohne Verluste |      |
| V 28   | 9.05.1914  | 22.09.1914 | § britische Kriegsbeute 14.06.1920 | Das Boot wurde am 13. Februar 1920 in Cherbourg ausgeliefert und 1922 in Portishead abgewrackt |      |
| V 29   | 18.08.1914 | 19.10.1914 | † 31.05.1916                       | Das Boot sank in der Skagerrakschlacht am 31. Mai 1916 um 17.45 Uhr auf 56° 43′ N, 5° 57′ O durch einen Torpedotreffer des britischen Zerstörers HMS Petard unter Verlust von 43 Mann                                                                                            |      |
| V 30   | 18.09.1914 | 16.11.1914 | × 20.11.1918                       | Das Boot lief am 20. November 1918 auf der Internierungsfahrt nach Scapa Flow auf 54° 45′ N, 6° 15′ O auf eine Mine und sank unter Verlust von 2 Mann |      |
| S 31   | 20.12.1913 | 9.08.1914  | † 19.08.1915                       | Das Boot lief während des zweiten Vorstoßes in die Rigaer Bucht am 19. August 1915 um 23.00 Uhr auf 57° 23′ N, 23° 5′ O auf eine Mine und sank unter Verlust von 11 Mann |      |
| S 32   | 28.02.1914 | 10.09.1914 | × 21.06.1919                       | seit 22. November 1918 in Scapa Flow interniert, dort am 21. Juni 1919 selbstversenkt |      |
| S 33   | 4.04.1914  | 4.10.1914  | † 3.10.1918                        | Das Boot sank am 3. Oktober 1918 um 11.43 Uhr auf 54° 44′ N, 5° 15′ O durch einen Torpedotreffer des britischen U-Boots HMS L 10 unter Verlust von 5 Mann |      |
| S 34   | 13.06.1914 | 5.11.1914  | † 3.10.1918                        | Das Boot lief am 3. Oktober 1918 um 03.05 Uhr auf 54° 45′ N, 5° 43′ O auf eine Mine und sank unter Verlust von 70 Mann |      |
| S 35   | 30.08.1914 | 4.12.1914  | † 31.05.1916                       | Das Boot sank in der Skagerrakschlacht am 31. Mai 1916 um 20.30 Uhr auf 56° 56′ N, 6° 4′ O durch Artilleriefeuer britischer Linienschiffe unter Verlust von 87 Mann, darunter 4 beim Untergang von V 29 gerettete                                                                |      |
| S 36   | 17.10.1914 | 4.01.1915  | × 21.06.1919                       | seit 22. November 1918 in Scapa Flow interniert, dort am 21. Juni 1919 selbstversenkt |      |
| G 37   | 17.12.1914 | 2.07.1915  | † 4.11.1917                        | Das Boot lief am 4. November 1917 um 04.55 Uhr auf 54° 19′ N, 4° 55′ O auf eine Mine und sank unter Verlust von 4 Mann |      |
| G 38   | 23.12.1914 | 30.07.1915 | × 21. Juni 1919                    | seit 22. November 1918 in Scapa Flow interniert, dort am 21. Juni 1919 selbstversenkt |      |
| G 39   | 16.01.1915 | 20.08.1915 | × 21.06.1919                       | seit 22. November 1918 in Scapa Flow interniert, dort am 21. Juni 1919 selbstversenkt |      |
| G 40   | 27.02.1915 | 16.09.1915 | × 21.06.1919                       | seit 22. November 1918 in Scapa Flow interniert, dort am 21. Juni 1919 selbstversenkt |      |
| G 41   | 24.04.1915 | 14.10.1915 | × 3.10.1918                        | Das Boot lag nach einem Gefecht am 22/23. Januar 1917 im Ärmelkanal schwer beschädigt in Brügge und wurde am 3. Oktober 1918 bei der Räumung Belgiens nicht fahrbereit auf 51° 13′ N, 3° 14′ O selbstgesprengt                                                                   |      |
| G 42   | 20.05.1915 | 10.11.1915 | † 21.04.1917                       | Das Boot sank während eines Gefechts im Ärmelkanal am 21. April 1917 nachts auf 51° 9′ N, 1° 37′ O durch Artilleriefeuer und Rammen durch den britischen Flottillenführer HMS Broke unter Verlust von 36 Mann                                                                    |      |
| V 43   | 27.01.1915 | 28.05.1915 | § amerikanische Beute 1920         | seit 22. November 1918 in Scapa Flow interniert, dort am 21. Juni 1919 Selbstversenkung misslungen und geborgen, anschließend am 15. Juli 1921 als Zielschiff durch amerikanische Schlachtschiffe bei Cape Henry versenkt                                                        |      |
| V 44   | 24.02.1915 | 22.07.1915 | § britische Beute 1920             | seit 22. November 1918 in Scapa Flow interniert, dort am 21. Juni 1919 Selbstversenkung misslungen und geborgen, sollte 1922 in Portsmouth für Versuche verwendet werden, ist jedoch dort im Schlick vor Whale Island gestrand. Es liegt bis heute dort (2016).                  |      |
| V 45   | 29.03.1915 | 30.09.1915 | × 21.06.1919                       | seit 22. November 1918 in Scapa Flow interniert, dort am 21. Juni 1919 selbstversenkt |      |
| V 46   | 23.12.1914 | 31.10.1915 | § französische Beute 1920          | seit 22. November 1918 in Scapa Flow interniert, dort am 21. Juni 1919 Selbstversenkung misslungen und geborgen und anschließend in Cherbourg bis 1924 abgewrackt |      |
| V 47   | 10.06.1915 | 20.11.1915 | × 2.11.1918                        | Das nicht fahrbereite Boot wurde am 2. Oktober 1918 bei der Räumung Belgiens im Terneuzen-Kanal auf 51° 14′ N, 3° 51′ O selbstgesprengt |      |
| V 48   | 6.08.1915  | 10.12.1915 | † 31.05.1916                       | Das Boot sank in der Skagerrakschlacht am 31. Mai 1916 um 21.50 Uhr auf 57° 1′ N, 6° 0′ O durch Artilleriefeuer britischer Schlachtschiffe, Kreuzer und Zerstörer unter Verlust von 87 Mann                                                                                      |      |
| S 49   | 10.04.1915 | 12.07.1915 | × 21.06.1919                       | seit 22. November 1918 in Scapa Flow interniert, dort am 21. Juni 1919 selbstversenkt |      |
| S 50   | 24.04.1915 | 15.08.1915 | × 21.06.1919                       | seit 22. November 1918 in Scapa Flow interniert, dort am 21. Juni 1919 selbstversenkt |      |
| S 51   | 29.04.1915 | 7.09.1915  | § britische Beute 1920             | seit 22. November 1918 in Scapa Flow interniert, dort am 21. Juni 1919 Selbstversenkung misslungen und geborgen und anschließend in Rosyth bis 1922 abgewrackt |      |
| S 52   | 12.06.1915 | 28.09.1915 | × 21.06.1919                       | seit 22. November 1918 in Scapa Flow interniert, dort am 21. Juni 1919 selbstversenkt |      |
| S 53   | 18.09.1915 | 17.12.1915 | × 21.06.1919                       | seit 22. November 1918 in Scapa Flow interniert, dort am 21. Juni 1919 selbstversenkt |      |
| S 54   | 11.10.1915 | 30.01.1916 | § britische Beute 1920             | seit 22. November 1918 in Scapa Flow interniert, dort am 21. Juni 1919 Selbstversenkung misslungen und geborgen und anschließend in Rosyth bis 1922 abgewrackt |      |
| S 55   | 6.11.1915  | 6.03.1916  | × 21.06.1919                       | seit 22. November 1918 in Scapa Flow interniert, dort am 21. Juni 1919 selbstversenkt |      |
| S 56   | 11.12.1915 | 16.04.1916 | × 21.06.1919                       | seit 22. November 1918 in Scapa Flow interniert, dort am 21. Juni 1919 selbstversenkt |      |
| S 57   | 8.01.1916  | 5.05.1916  | †10.11.1916                        | Das Boot lief am 10. November 1916 während eines Vorstoßes in den Finnischen Meerbusen um 22.18 Uhr auf 59° 21′ N, 22° 29′ O auf eine Mine und sank unter Verlust von 2 Mann |      |
| S 58   | 5.02.1916  | 4.06.1916  | †11.11.1916                        | Das Boot lief am 11. November 1916 während eines Vorstoßes in den Finnischen Meerbusen um 04.25 Uhr auf 59° 22′ N, 22° 48′ O auf eine Mine und sank ohne Verluste |      |
| S 59   | 16.02.1916 | 3.07.1916  | †11.11.1916                        | Das Boot lief am 11. November 1916 während eines Vorstoßes in den Finnischen Meerbusen um 05.48 Uhr auf 59° 21′ N, 22° 45′ O auf eine Mine und sank ohne Verluste |      |
| S 60   | 3.04.1916  | 15.08.1916 | § japanische Beute 1920            | seit 22. November 1918 in Scapa Flow interniert, dort am 21. Juni 1919 Selbstversenkung misslungen und geborgen und bis 1920 abgewrackt |      |
| S 61   | 8.04.1916  | 20.09.1916 | × 2.11.1918                        | Das nicht fahrbereite Boot wurde am 2. Oktober 1918 bei der Räumung Belgiens im Terneuzen-Kanal auf 51° 14′ N, 3° 51′ O selbstgesprengt |      |
| S 62   | 13.05.1916 | 7.11.1916  | †10.07.1918                        | Das Boot lief am 10. Juli 1918 um 21.30 Uhr auf 54° 47′ N, 4° 52′ O auf eine Mine und sank unter Verlust von 27 Mann |      |
| S 63   | 25.05.1916 | 18.12.1916 | § italienische Beute 1920          | 23. Mai 1920 an Italien ausgeliefert, umbenannt in Ardimentoso und bis 1937 im aktiven Dienst |      |
| S 64   | 21.08.1916 | 15.03.1917 | †18.10.1917                        | Das Boot lief am 18. Oktober 1917 während der Schlacht im Moon-Sund um 01.00 Uhr auf 58° 43′ N, 23° 14′ O auf eine Mine und sank unter Verlust von 6 Mann |      |
| S 65   | 14.10.1916 | 22.04.1917 | × 21.06.1919                       | seit 22. November 1918 in Scapa Flow interniert, dort am 21. Juni 1919 selbstversenkt |      |
| S 66   | 21.11.1916 | 9.05.1917  | †10.07.1918                        | Das Boot lief am 10. Juli 1918 um 20.40 Uhr auf 54° 47′ N, 4° 52′ O auf eine Mine und sank unter Verlust von 76 Mann |      |
| V 67   | 3.08.1915  | 1.11.1915  | × 2.11.1918                        | Das nicht fahrbereite Boot wurde am 2. Oktober 1918 bei der Räumung Belgiens im Terneuzen-Kanal auf 51° 13′ N, 3° 55′ O selbstgesprengt |      |
| V 68   | 24.08.1915 | 3.12.1915  | †8.08.1918                         | Das Boot lief am 8. August 1918 um 15.05 Uhr auf 51° 33′ N, 3° 15′ O auf eine Mine und sank unter Verlust von 18 Mann |      |
| V 69   | 18.08.1915 | 9.01.1916  | × 2.10.1918                        | Das Boot wurde am 2. Oktober 1918 bei der Räumung Belgiens nicht fahrbereit in Gent auf 51° 4′ N, 3° 51′ O selbstgesprengt |      |
| V 70   | 14.10.1915 | 6.01.1916  | × 21.06.1919                       | seit 22. November 1918 in Scapa Flow interniert, dort am 21. Juni 1919 selbstversenkt |      |
| V 71   | 1.09.1915  | 10.03.1916 | § britische Beute 1920             | 1918 vorübergehend in Stockholm interniert, am 13. Mai 1920 an Großbritannien ausgeliefert und bis 1921 abgewrackt |      |
| V 72   | 30.12.1915 | 28.03.1916 | †11.11.1916                        | Das Boot lief am 11. November 1916 während eines Vorstoßes in den Finnischen Meerbusen um 03.45 Uhr auf 59° 23′ N, 22° 51′ O auf eine Mine und sank ohne Verluste |      |
| V 73   | 24.09.1915 | 16.02.1916 | § britische Beute 1920             | seit 22. November 1918 in Scapa Flow interniert, dort am 21. Juni 1919 Selbstversenkung misslungen und geborgen, anschließend bis 1922 in Grangemouth abgewrackt |      |
| V 74   | 29.10.1915 | 28.03.1916 | × 3.10.1918                        | Das Boot sank nach einer Minenexplosion während der Minenübernahme in Zeebrügge am 25. Mai 1918 auf 51° 20′ N, 3° 12′ O, wurde am 17. Juli 1918 gehoben und in Brügge am 3. Oktober 1918 bei der Räumung Belgiens nicht fahrbereit auf 51° 13′ 0″ N, 3° 14′ 0″ O selbstgesprengt |      |
| V 75   | 15.01.1916 | 29.04.1916 | †10.11.1916                        | Das Boot lief am 10. November 1916 während eines Vorstoßes in den Finnischen Meerbusen um 22.04 Uhr auf 59° 23′ N, 22° 30′ O auf eine Mine und sank unter Verlust von 3 Mann |      |
| V 76   | 27.02.1916 | 8.06.1916  | †11.11.1916                        | Das Boot lief am 11. November 1916 während eines Vorstoßes in den Finnischen Meerbusen um 06.25 Uhr auf 59° 20′ N, 22° 23′ O auf eine Mine und sank unter Verlust von einem Mann                                                                                                 |      |
| V 77   | 28.02.1916 | 18.05.1916 | × 2.11.1918                        | Das nicht fahrbereite Boot wurde am 2. Oktober 1918 bei der Räumung Belgiens im Terneuzen-Kanal auf 51° 13′ N, 3° 55′ O selbstgesprengt |      |
| V 78   | 19.02.1916 | 18.05.1916 | × 21.06.1919                       | seit 22. November 1918 in Scapa Flow interniert, dort am 21. Juni 1919 selbstversenkt |      |
| V 79   | 18.04.1916 | 11.07.1916 | § französische Beute 1920          | 14. Juni 1920 an Frankreich ausgeliefert, umbenannt in Pierre Durand und bis 15. Februar 1933 im aktiven Dienst |      |
| V 80   | 28.04.1916 | 6.07.1916  | § japanische Beute 1920            | seit 22. November 1918 in Scapa Flow interniert, dort am 21. Juni 1919 Selbstversenkung misslungen, geborgen und anschließend bis 1922 abgewrackt |      |
| V 81   | 27.05.1916 | 29.07.1916 | § britische Beute 1920             | seit 22. November 1918 in Scapa Flow interniert, dort am 21. Juni 1919 Selbstversenkung misslungen und geborgen, anschließend bei der Überführung zum Abbrechen gesunken |      |
| V 82   | 5.07.1916  | 30.08.1916 | § britische Beute 1920             | seit 22. November 1918 in Scapa Flow interniert, dort am 21. Juni 1919 Selbstversenkung misslungen und geborgen, sollte 1922 in Portsmouth für Versuche verwendet werden, ist jedoch dort im Schlick vor Whale Island gestrand. Es liegt bis heute dort (2016).                  |      |
| V 83   | 10.06.1916 | 3.10.1916  | × 21.06.1919                       | seit 22. November 1918 in Scapa Flow interniert, dort am 21. Juni 1919 selbstversenkt |      |
| V 84   | 17.08.1916 | 6.11.1916  | †26.05.1917                        | Das Boot lief am 26. Mai 1917 auf 53° 43′ N, 6° 21′ O auf eine Mine und sank unter Verlust von 5 Mann |      |
| G 85   | 24.07.1915 | 14.12.1915 | † 21.04.1917                       | Das Boot sank während eines Gefechts im Kanal am 21. April 1917 nachts auf 51° 9′ N, 1° 37′ O durch Artilleriefeuer der britischen Flottillenführer HMS Broke und HMS Swift unter Verlust von 35 Mann                                                                            |      |
| G 86   | 24.08.1915 | 11.01.1916 | × 21.06.1919                       | seit 22. November 1918 in Scapa Flow interniert, dort am 21. Juni 1919 selbstversenkt |      |
| G 87   | 22.09.1915 | 10.02.1916 | † 30.03.1918                       | Das Boot lief am 30. März 1918 um 06.20 Uhr auf 54° 54′ N, 6° 25′ O auf eine Mine und sank unter Verlust von 43 Mann |      |
| G 88   | 16.10.1915 | 11.03.1916 | † 8.04.1917                        | Das Boot sank am 8. April 1917 um 00.15 Uhr durch einen Torpedotreffer britischer CMB während eines Angriffs auf Zeebrügge auf 51° 22′ N, 3° 15′ O unter Verlust von 18 Mann |      |
| G 89   | 11.12.1915 | 10.05.1916 | × 21.06.1919                       | seit 22. November 1918 in Scapa Flow interniert, dort am 21. Juni 1919 selbstversenkt |      |
| G 90   | 15.01.1916 | 15.06.1916 | †11.11.1916                        | Das Boot lief am 11. November 1916 während eines Vorstoßes in den Finnischen Meerbusen um 03.52 Uhr auf 59° 23′ N, 22° 48′ O auf eine Mine und sank unter Verlust von 11 Mann |      |
| G 91   | 16.11.1915 | 22.07.1916 | × 21.06.1919                       | seit 22. November 1918 in Scapa Flow interniert, dort am 21. Juni 1919 selbstversenkt |      |
| G 92   | 15.02.1916 | 25.08.1916 | × 21.06.1919                       | seit 22. November 1918 in Scapa Flow interniert, dort am 21. Juni 1919 selbstversenkt |      |
| G 93   | 11.07.1916 | 27.09.1916 | † 30.03.1918                       | Das Boot lief am 30. März 1918 um 06.30 Uhr auf 54° 54′ N, 6° 25′ O auf eine Mine und sank unter Verlust von 10 Mann |      |
| G 94   | 1.08.1916  | 26.10.1916 | † 30.03.1918                       | Das Boot lief am 30. März 1918 um 05.40 Uhr auf 54° 54′ N, 6° 25′ O auf eine Mine und sank unter Verlust von 13 Mann |      |
| G 95   | 19.08.1916 | 25.11.1916 | § britische Beute 1920             | 5. August 1920 an Großbritannien ausgeliefert und 1921 in Sunderland abgewrackt |      |

### Torpedoboot-Zerstörer (B 97–V 100, B 109–B 112)
Als Zerstörer entworfen. Die ersten vier unter Verwendung für Russland gebauter Antriebsanlagen und der mitentwickelten Pläne für russische Zerstörer
| Schiff | Stapellauf | in Dienst  | außer Dienst              | Bemerkung |
| ------ | ---------- | ---------- | ------------------------- | --- |
| B 97   | 15.12.1914 | 13.02.1915 | § italienische Beute 1920 | 23. Mai 1920 an Italien ausgeliefert, umbenannt in Cesare Rossarol und bis 17. Januar 1939 im aktiven Dienst                                                                              |
| B 98   | 2.01.1915  | 24.03.1915 | × 21.06.1919              | Postboot für die in Scapa Flow internierten deutschen Schiffe, beschlagnahmt am 24. Januar 1919, interniert und am 21. Juni 1919 selbstversenkt                                           |
| V 99   | 9.02.1915  | 20.04.1915 | † 17.08.1915              | Das Boot lief am 17. August 1915 um 05.00 Uhr vor Pissen/Lettland auf 57° 37′ N, 21° 52′ O auf zwei Minen und sank unter Verlust von 21 Mann                                              |
| V 100  | 8.03.1915  | 17.06.1915 | × 21.06.1919              | seit 22. November 1918 in Scapa Flow interniert, dort am 21. Juni 1919 Selbstversenkung misslungen, geborgen und abgewrackt, Kesselanlage in französischen Zerstörer Aventurier eingebaut |
| B 109  | 11.03.1915 | 8.06.1915  | × 21.06.1919              | seit 22. November 1918 in Scapa Flow interniert, dort am 21. Juni 1919 selbstversenkt |
| B 110  | 31.03.1915 | 26.06.1915 | × 21.06.1919              | seit 22. November 1918 in Scapa Flow interniert, dort am 21. Juni 1919 selbstversenkt |
| B 111  | 8.06.1915  | 10.08.1915 | × 21.06.1919              | seit 22. November 1918 in Scapa Flow interniert, dort am 21. Juni 1919 selbstversenkt |
| B 112  | 17.06.1915 | 3.09.1915  | × 21.06.1919              | seit 22. November 1918 in Scapa Flow interniert, dort am 21. Juni 1919 selbstversenkt |

### Großes Torpedoboot (G 101–G 104)
Als Zerstörer entworfen, vor Auslieferung an Argentinien beschlagnahmt.
| Schiff | Stapellauf | in Dienst  | außer Dienst    | Bemerkung |
| ------ | ---------- | ---------- | --------------- | --- |
| G 101  | 12.08.1914 | 4.03.1915  | × 21.06.1919    | ex Santiago; seit 22. November 1918 in Scapa Flow interniert, dort am 21. Juni 1919 selbstversenkt |
| G 102  | 16.09.1914 | 8.04.1915  | § 1920 US Beute | ex San Luis; seit 22. November 1918 in Scapa Flow interniert, dort am 21. Juni 1919 Selbstversenkung misslungen und geborgen, am 13. Juli 1921 als Zielschiff für Bombenabwürfe bei Cape Henry versenkt |
| G 103  | 14.11.1914 | 15.05.1915 | × 21.06.1919    | ex Santa Fé; seit 22. November 1918 in Scapa Flow interniert, dort am 21. Juni 1919 selbstversenkt |
| G 104  | 28.11.1914 | 5.06.1915  | × 21.06.1919    | ex Tucuman; seit 22. November 1918 in Scapa Flow interniert, dort am 21. Juni 1919 selbstversenkt |

### Großes Torpedoboot (V 105–V 108)
Entworfen und gebaut als Z1 – Z4 für die Niederlande, bei Kriegsausbruch beschlagnahmt.
| Schiff | Stapellauf | in Dienst  | außer Dienst | Bemerkung |
| ------ | ---------- | ---------- | ------------ | --- |
| V 105  | 26.08.1914 | 5.01.1915  | § 1920       | am 20. August 1920 ausgeliefert, brasilianische Beute, von Großbritannien gekauft und ausgetauscht für A 69 an Polen, umbenannt in Mazur und am 1. September 1939 in Gdingen durch deutsche Flugzeuge versenkt, anschließend gehoben und abgewrackt |
| V 106  | 26.08.1914 | 25.01.1915 | § 1920       | am 20. August 1920 ausgeliefert, brasilianische Beute, anschließend abgewrackt |
| V 107  | 12.12.1914 | 3.03.1915  | † 8.05.1915  | Das Boot lief am 8. Mai 1915 vor Libau auf der Position 56° 33′ N, 20° 58′ O auf eine Mine und sank unter Verlust von einem Mann. |
| V 108  | 12.12.1914 | 23.03.1915 | § 1920       | am 20. August 1920 ausgeliefert, polnische Beute, umbenannt in Kaszub und am 20. Juli 1925 vor Danzig-Neufahrwasser durch Kesselexplosion gesunken, anschließend gehoben und abgewrackt                                                             |

### Großes Torpedoboot 1916 (S 113–B 124)
Auch als Zerstörer bezeichnet, waren es die ersten deutschen Großzerstörer.
| Schiff | Stapellauf | in Dienst  | außer Dienst | Bemerkung |
| ------ | ---------- | ---------- | ------------ | --- |
| S 113  | 31.01.1918 | 5.08.1919  | § 1920       | Das Boot wurde am 5. November 1919 außer Dienst gestellt und am 23. Mai 1920 in Cherbourg ausgeliefert, umbenannt in Amiral Sénès, stand bis 1936 im aktiven Dienst und sank 1938 als Zielschiff |
| S 114  | 11.04.1918 |            |              | zu etwa 75 % fertiggestellt, am 3. November 1919 verkauft und später in Bremerhaven abgewrackt                                                                                                   |
| S 115  | 20.06.1918 |            |              | zu etwa 60 % fertiggestellt, am 3. November 1919 verkauft und später in Bremerhaven abgewrackt                                                                                                   |
| V 116  | 2.03.1918  | 31.07.1918 | § 1920       | 23. Mai 1920 an Italien ausgeliefert, umbenannt in Premuda und bis 1937 im aktiven Dienst |
| V 117  | 4.05.1918  |            |              | zu etwa 75 % fertiggestellt, am 3. November 1919 verkauft und 1921 in Hamburg abgewrackt |
| V 118  | 6.07.1918  |            |              | zu etwa 60 % fertiggestellt, am 3. November 1919 verkauft und 1921 in Hamburg abgewrackt |
| G 119  | 8.10.1918  |            |              | zu etwa 90 % fertiggestellt, am 3. November 1919 verkauft und später in Kiel abgewrackt |
| G 120  |            |            |              | zu etwa 75 % fertiggestellt aber kein Stapellauf erfolgt, am 3. November 1919 verkauft und 1921 in Kiel abgewrackt                                                                               |
| G 121  |            |            |              | zu etwa 68 % fertiggestellt aber kein Stapellauf erfolgt, am 3. November 1919 verkauft und 1921 in Kiel abgewrackt                                                                               |
| B 122  | 16.10.1917 |            |              | zu etwa 65 % fertiggestellt, am 3. November 1919 verkauft und 1921 in Kiel abgewrackt |
| B 123  | 26.10.1918 |            |              | zu etwa 50 % fertiggestellt, am 3. November 1919 verkauft und 1921 in Hamburg abgewrackt |
| B 124  | 6.06.1919  |            |              | zu etwa 40 % fertiggestellt, am 3. November 1919 verkauft und 1921 in Hamburg abgewrackt |

### Großes Torpedoboot 1916 M (G 96, V125–H 147)
| Schiff | Stapellauf | in Dienst  | außer Dienst | Bemerkung |
| ------ | ---------- | ---------- | ------------ | --- |
| G 96   | 16.09.1916 | 23.12.1916 | † 26.06.1917 | Das Boot lief am 26. Juni 1917 um 01.30 Uhr auf 51° 15′ N, 2° 38′ O auf eine Mine und sank unter Verlust von 4 Mann |
| V 125  | 18.05.1917 | 29.08.1917 | § 1920       | seit 22. November 1918 in Scapa Flow interniert, dort am 21. Juni 1919 Selbstversenkung misslungen und geborgen, britische Beute, anschließend bis 1922 in Newport abgewrackt                                                                                            |
| V 126  | 30.06.1917 | 25.09.1917 | § 1920       | seit 22. November 1918 in Scapa Flow interniert, dort am 21. Juni 1919 Selbstversenkung misslungen, geborgen, französische Beute, abgewrackt, Kesselanlage in französischen Zerstörer Intrepide eingebaut                                                                |
| V 127  | 28.07.1917 | 23.10.1917 | § 1920       | seit 22. November 1918 in Scapa Flow interniert, dort am 21. Juni 1919 Selbstversenkung misslungen und geborgen, anschließend bis 1922 als japanische Beute in Dordrecht abgewrackt                                                                                      |
| V 128  | 11.08.1917 | 15.11.1917 | § 1920       | seit 22. November 1918 in Scapa Flow interniert, dort am 21. Juni 1919 Selbstversenkung misslungen und geborgen, anschließend bis 1922 als britische Beute in Grangemouth abgewrackt                                                                                     |
| V 129  | 19.10.1917 | 20.12.1917 | × 21.06.1919 | seit 22. November 1918 in Scapa Flow interniert, dort am 21. Juni 1919 selbstversenkt |
| V 130  | 20.11.1917 | 2.02.1918  | § 1920       | 3. August 1920 an Frankreich ausgeliefert, umbenannt in Buino und bis 15. Februar 1933 im aktiven Dienst |
| S 131  | 3.03.1917  | 11.08.1917 | × 21.06.1919 | seit 22. November 1918 in Scapa Flow interniert und dort am 21. Juni 1919 selbstversenkt |
| S 132  | 19.05.1917 | 2.10.1917  | § 1920       | seit 22. November 1918 in Scapa Flow interniert, dort am 21. Juni 1919 Selbstversenkung misslungen und geborgen, amerikanische Beute, am 15. Juli 1921 als Zielschiff durch amerikanisches Schlachtschiff USS Delaware und Zerstörer USS Herbert bei Cape Henry versenkt |
| S 133  | 1.09.1917  | 21.02.1918 | § 1920       | 20. Juli 1920 an Frankreich ausgeliefert, umbenannt in Chastang und bis 18. August 1933 im aktiven Dienst |
| S 134  | 25.08.1917 | 4.01.1918  | § 1920       | 14. Juni 1920 an Frankreich ausgeliefert, umbenannt in Vesco und bis 24. Juli 1935 im aktiven Dienst |
| S 135  | 27.10.1917 | 15.03.1918 | § 1920       | 20. Juli 1920 an Frankreich ausgeliefert, umbenannt in Mazaré und bis 24. Juli 1935 im aktiven Dienst |
| S 136  | 1.12.1917  | 30.04.1918 | × 21.06.1919 | seit 22. November 1918 in Scapa Flow interniert und dort am 21. Juni 1919 selbstversenkt |
| S 137  | 9.03.1918  | 14.06.1918 | § 1920       | seit 22. November 1918 in Scapa Flow interniert, dort am 21. Juni 1919 Selbstversenkung misslungen, geborgen und als britische Beute anschließend bis 1922 abgewrackt |
| S 138  | 22.04.1918 | 29.07.1918 | × 21.06.1919 | seit 22. November 1918 in Scapa Flow interniert und dort am 21. Juni 1919 selbstversenkt |
| S 139  | 24.11.1917 | 15.04.1918 | § 1920       | 20. Juli 1920 an Frankreich ausgeliefert, umbenannt in Deligny und bis 18. August 1933 im aktiven Dienst |
| V 140  | 22.12.1917 | 18.11.1918 | A 3.11.1919  | Am 3. November 1919 aus der Liste der Kriegsschiffe gestrichen, und während des Schleppens am 8. Dezember 1920 an der dänischen Küste gestrandet, dort abgewrackt |
| V 141  | 26.03.1918 |            |              | zu etwa 60 % fertiggestellt, am 3. November 1919 verkauft und später in Kiel abgewrackt |
| V 142  | 25.09.1918 |            |              | zu etwa 40 % fertiggestellt, am 3. November 1919 verkauft und später in Kiel abgewrackt |
| V 143  | 25.09.1918 |            |              | zu etwa 40 % fertiggestellt, am 3. November 1919 verkauft und später in Kiel abgewrackt |
| V 144  | 10.10.1918 |            |              | zu weniger als 40 % fertiggestellt, am 3. November 1919 verkauft und später in Kiel abgewrackt |
| H 145  | 11.12.1917 | 4.08.1918  | × 21.06.1919 | seit 22. November 1918 in Scapa Flow interniert und dort am 21. Juni 1919 selbstversenkt |
| H 146  | 23.01.1918 | 3.10.1918  | § 1920       | 23. Mai 1920 an Frankreich ausgeliefert, umbenannt in Rageot de la Touche und bis 1935 im aktiven Dienst |
| H 147  | 13.03.1918 | 13.07.1920 | § 1920       | 23. Mai 1920 an Frankreich ausgeliefert, umbenannt in Marcel Delage und bis 1935 im aktiven Dienst |

## Liste Großer Torpedoboote G148–S223 (1918–1919)

### Großes Torpedoboot 1917 M (G148–H169)
Die teils halbfertigen Boote wurden am 3. November 1919 aus der Schiffsliste gestrichen und an privat zum Abbruch verkauft.
| Schiff    | Stapellauf   | Bemerkung |
| --------- | ------------ | --- |
| G148–G150 | abgebrochen  | (3 Boote) |
| Ww151     | abgebrochen  | Entwurf der Germania, Kiel |
| S152–S157 | 1918         | 6 Boote, 1920–1921 unfertig zum Abbruch verkauft; bei der Überführung zum Abbruch in Kiel strandeten S 153 und S 156 in der Danziger Bucht vor Neukrug (bei Kahlberg) |
| V158–V159 | 1.11.1918    | 2 Boote, abgebrochen in Hamburg |
| V160      | 1919/1920 ?  | am 11. März 1921 vor Hiddensee gestrandet, in Sassnitz abgebrochen |
| V161–V165 | abgebrochen  | (5 Boote) |
| H166–H169 | 11.1918–1919 | 4 Boote, Entwurf der Germania, abgebrochen in Kiel |

### Großes Torpedoboot 1918 M (V170–S223)
Wegen Ende des Ersten Weltkriegs wurde keins dieser Boote für die Kaiserliche Marine fertiggestellt.
| Schiff    | Stapellauf  | Bemerkung |
| --------- | ----------- | --- |
| V170–V175 | abgebrochen | (6 Boote) |
| V176–V177 | –           | wegen Ende des Krieges annulliert (2 Boote) |
| S 178     | 1919        | 1920 zum ziv. Viermastschoner Franziska Kimme mit 2 Hilfsmotoren umgebaut; 1926: Kapitän J. Frobeen, später brasil. Capitan Alfredo Kling II; 1927 Ajuricaba; 1933–36 Gonza, Schicksal unbekannt |
| S 179     | 1919        | wie S 178, Name: Georg Kimme; 1927 Anneliese Rathjen; 1928 franz. Zazpiakbat; 1944 § deutsch, Selbstversenkung vor Martigues am 21. August 1944 auf 43° 24′ N, 5° 5′ O                           |
| S180–S185 | abgebrochen | (6 Boote) |
| H 186     | 1919        | 1921 Umbau zum ziv. Frachtschiff Hansdorf; 1924 Dietrich Bohnekamp; 1929 Peryneas II, 1931 brasil., 1935 abgebrochen                                                                             |
| H 187     | 1919        | 1921 Umbau zum ziv. Frachtschiff Hoisdorf; 1924 Hermann Bohnekamp; 1930. Peryneas, 1933 kanadisch, 1935 in Belize, dort abgebrochen                                                              |
| H188–H202 | abgebrochen | bzw. annulliert (15 Boote) |
| V203–V210 | –           | annulliert (8 Boote) |
| S211–S223 | –           | annulliert (13 Boote) |